# Schlacht bei Zallaqa
Die Schlacht bei Zallaqa (arabisch معركة الزلاقة, DMG Maʿrakat az-Zallāqa, spanisch Batalla de Sagrajas; in älteren Texten auch Zallacca, heute Sagrajas in der Provinz Badajoz, Extremadura), auch Schlacht bei Sagrajas, war eine militärische Auseinandersetzung zwischen den Heeren des nordafrikanischen Almoraviden-Herrschers Yusuf ibn Taschfin und König Alfons VI. von Kastilien in Südspanien nahe der heutigen Grenze zu Portugal. Sie fand am 23. Oktober 1086 statt und endete mit dem Sieg der Almoraviden.

## Vorgeschichte
Al-Andalus war seit dem Untergang des Kalifats von Córdoba etwa 60 Jahre zuvor in verschiedene Taifas (Kleinkönigreiche bzw. Stadtstaaten) zerfallen. Das hatte den Aufstieg des unter König Ferdinand dem Großen erstarkten Königreichs Kastilien zur regionalen Großmacht begünstigt. Die meisten Kleinkönigreiche wurden dem Königreich Kastilien tributpflichtig.
Im Jahr 1086 ersuchten einige Taifas die nordafrikanischen Berber um Hilfe im Kampf gegen Alfons VI., der in den Vorjahren beachtliche Erfolge erzielt und eine Reihe von muslimischen Gebieten für Kastilien erobert hatte. Unmittelbarer Anlass für den Hilferuf war insbesondere die Einnahme von Toledo, das zuvor von der Taifa-Dynastie der Dhun-Nuniden beherrscht worden war, durch die Kastilier im Mai 1085. Yusuf ibn Taschfin folgte dem Ruf dreier andalusischer Herrscher (u. a. Abbad III. al-Mutamid von Sevilla) und setzte mit einer Armee von Marokko aus nach Andalusien über. Er marschierte mit seinen Truppen nach Norden, den kastilisch beherrschten Gebieten und Städten entgegen. Seine Armee war inzwischen durch Kontingente aus dem gesamten maurischen Spanien verstärkt worden.
König Alfons VI. von Kastilien beschloss (der Überlieferung zufolge entgegen dem Rat von El Cid), sich dem Gegner in offener Feldschlacht zu stellen und nicht abzuwarten, bis die Mauren mit der Belagerung befestigter Plätze begannen. Im Oktober 1086 trafen die verfeindeten Heere aufeinander. Das maurische Heer war dem christlichen wohl zahlenmäßig überlegen. Vor dem Kampf tauschten die beiden Führer Botschaften aus, Yusuf ibn Taschfin bot dem Feind drei Möglichkeiten an: Zum Islam zu konvertieren, Tribut (Dschizya) zu zahlen oder sich ihm in der Schlacht zu stellen.
Die Beschaffenheit des Schlachtfeldes, einer weiten Ebene in der Extremadura, bot keinem der beiden Heere besondere Vor- oder Nachteile, allerdings hatte das maurische Heer den Fluss Guadiana im Rücken, was ihm einen eventuellen Rückzug in die befestigte Stadt Badajoz erschwert hätte.

## Schlachtverlauf
Der Kampf begann am Freitag, dem 23. Oktober 1086 gegen Sonnenaufgang mit dem Angriff der Kastilier.
Yusuf ibn Taschfin hatte seine Armee in drei Gruppen aufgeteilt: Die erste umfasste das Aufgebot der Taifa-Reiche und wurde von al-Mutamid geführt; die zweite bestand aus Berbern, die Yusuf selbst anführte, und die dritte Gruppe bestand angeblich aus einem kleineren Kontingent schwarzafrikanischer Krieger, die mit „indischen Schwertern“ und langen Speeren bewaffnet waren. Die mittelalterliche Quellenlage ist allerdings unsicher und es ist möglich, dass es sich bei der späteren Erwähnung der Schwarzafrikaner um einen Anachronismus oder eine Verwechslung mit schwarz gekleideten Elitekämpfern der Almoraviden handelt.
Nach dem muslimischen Chronisten Abu Bakr al-Turtushi sah die taktische Aufstellung von Yusufs Truppen wie folgt aus: In vorderer Reihe befanden sich Soldaten mit Schilden und langen Lanzen. Sie stützten den Schaft ihrer Lanzen hinter sich in den Boden und hielten sie kniend auf ihre Schulter gelehnt dem Feind entgegen. Unmittelbar dahinter waren Krieger mit Schilden und Wurfspeeren postiert, dahinter Bogenschützen, dahinter die Kavallerie, für deren Gegenstöße die Infanterie bei Bedarf Gassen bildete.
Der Kampf zog sich bis in den Nachmittag hin. Die Kastilier konnten die Kontingente der Taifa-Reiche zunächst zurückdrängen, kamen aber durch die zahlenmäßige Überlegenheit der Almoraviden wieder zum Stehen. Schließlich gelang es Yusufs Kontingent, ein Flankierungsmanöver auszuführen und die Christen einzukreisen. Alfons’ Soldaten gerieten in Panik und begannen, an Boden zu verlieren. Als Yusuf die dritte Gruppe gegen den geschwächten Feind in den Kampf schickte, war die Schlacht beendet. Die Verluste unter Alfons’ Männern waren verheerend, viele wurden auf der Flucht getötet, wahrscheinlich wurden auch viele christliche Gefangene nach der Schlacht hingerichtet. Der Überlieferung zufolge gelang lediglich 100 Rittern die Rückkehr nach Kastilien. König Alfons VI. wurde am Fuß verwundet, konnte aber im Schutze der Nacht entkommen.

## Truppenstärken und Verluste
Zahlenangaben von zeitgenössischen Chronisten sind meist mangelhaft, oft dramatisch übertrieben und nur mit äußerster Skepsis zu betrachten. Muslimische Autoren beziffern die Größe des maurischen Heeres mit 500 oder 12.000 Mann, oder 20.000 leichte Reiter, und schätzen das christliche auf 40.000, 60.000 oder 80.000 Reiter und 200.000 Fußsoldaten. Die Zahl der getöteten Christen wird von ihnen mit 10.000, 54.000 oder 300.000 Mann angegeben. Der US-Historiker Reilly schätzt die Größe des kastilischen Heeres auf 2.500 Mann, bestehend aus vielleicht 750 schwer und 750 leicht gerüsteten Rittern sowie ca. 1.000 Knappen und Fußsoldaten.
Mangels detaillierter Aufzeichnungen ist es heute unmöglich, die genauen Truppengrößen und Verluste zu ermitteln. Die beweisbaren Heeresgrößen zu jener Zeit schwankten zwischen 1.000 und 10.000 Mann, an der Schlacht bei Zallaqa waren auf beiden Seiten möglicherweise jeweils nur 3.000 bis 5.000 Mann beteiligt.

## Folgen
Yusuf ibn Taschfin zog sich anschließend wieder in seine Hauptstadt Marrakesch zurück, da sein Thronerbe gestorben war und er die Ansprüche seiner Dynastie verteidigen musste. Zu nennenswerten Gebietsverlusten der Kastilier kam es nicht. Der Sieg wurde seitens der Almoraviden also zunächst nicht konsequent genutzt, da Yusuf ibn Taschfin zum damaligen Zeitpunkt offenbar auch noch nicht ernsthaft daran dachte, das muslimische Spanien seinem Reich einzuverleiben. Die Niederlage schwächte aber nachhaltig die Macht Kastiliens und beendete vorläufig dessen Expansion. Ihre Schwäche und die politische Abhängigkeit, in die sich die Taifenfürsten durch ihr Schutzersuchen begeben hatten, bereiteten den Boden für die in den nächsten Jahrzehnten folgende almoravidische Expansion auf der iberischen Halbinsel.

## Trivia
Angeblich wurde das Schlachtfeld الزلاقة / az-Zallāqa („rutschiger Boden“) genannt, weil die Krieger aufgrund der enormen Mengen vergossenen Blutes immer wieder ausrutschten.
Nach der Schlacht ließen die Almoraviden aus den Schädeln der gefallenen Christen einen Turm errichten, vergleichbar den späteren Schädeltürmen auf der Insel Djerba (Borj el-Kebir), den Schädeltürmen von Akbar I. in Indien oder dem Ćele Kula in Nis.